# Lijst van beelden in Waadhoeke
Dit is een (onvolledige) chronologische lijst van beelden in Waadhoeke. Onder een beeld wordt hier verstaan elk driedimensionaal kunstwerk in de openbare ruimte van de Nederlandse gemeente Waadhoeke, waarbij beeld wordt gebruikt als verzamelbegrip voor sculpturen, standbeelden, installaties, gedenktekens en overige beeldhouwwerken.
Voor een volledig overzicht van de beschikbare afbeeldingen zie: Beelden in Waadhoeke op Wikimedia Commons.
| Geplaatst | Omschrijving                                                      | Kunstenaar                    | Straat                                                                | Plaats              | Materiaal                                              | Afbeelding                                                                        |
| --------- | ----------------------------------------------------------------- | ----------------------------- | --------------------------------------------------------------------- | ------------------- | ------------------------------------------------------ | --------------------------------------------------------------------------------- |
| 1561      | Gevelsteen voormalige Latijnse School                             | onbekend                      | hoek Schoolsteeg/Franciscushof                                        | Franeker            | zandsteen                                              |                                                                                   |
| ?         | Gevelsteen "Wapen van Franeker"                                   | onbekend                      | Froonacker 14 (Poolshof)                                              | Franeker            | zandsteen                                              |                                                                                   |
| ?         | Gevelsteen "Korendrager"                                          | onbekend                      | Froonacker                                                            | Franeker            | zandsteen                                              |                                                                                   |
| 1616      | Gevelsteen "In de vergulde buttertone"                            | onbekend                      | Voorstraat 57                                                         | Franeker            | zandsteen                                              |                                                                                   |
| 1657      | Gevelsteen voormalig waaggebouw                                   | onbekend                      | Voorstraat 51a ('t Coopmanshûs)                                       | Franeker            | zandsteen                                              |                                                                                   |
| 17e eeuw? | Gevelsteen Mauritsbrug                                            | onbekend                      | Dijkstraat / Godsacker                                                | Franeker            | zandsteen                                              | Gevelsteen Mauritsbrug                                                            |
| 1906      | Sint-Antonius met kind                                            |                               | Sint Martiniplantsoen, RK Verenigingsgebouw                           | Franeker            | steen                                                  |                                                                                   |
| 1928/2006 | Monument voor Eise Eisinga                                        | Gerhardus Jan Adema           | Eise Eisingastraat                                                    | Franeker            | brons                                                  |                                                                                   |
| 1932      | Ter herinnering aan Willem Westra                                 | Gerhardus Jan Adema           | Sjûkelân                                                              | Franeker            | brons op hardstenen plaat                              | Ter herinnering aan W.Westra                                                      |
| 1939      | Madonna met kind                                                  | Miklós Béla Hoffer            | Dubbelestreek 16                                                      | Dronrijp            | kalksteen                                              | M.Hoffer, 1939                                                                    |
| 1946      | Evacuatie van Venlo                                               | Charles Vos                   | Gemeentehuis het Bildt, Van Harenstraat 47                            | Sint Annaparochie   | marmer                                                 | Evacuatie van Venlo                                                               |
| 1949      | Verzetsmonument                                                   | Pruis, Posthuma en Oostenbrug | It Heech, bij de brug over het Van Harinxmakanaal                     | Dronrijp            | beton, basaltblokken, hardsteen en marmer              | Pruis, Posthuma en Oostenbrug,1949                                                |
| 1956      | Het echtpaar                                                      | Marijcke Visser               | Zorgcentrum Nij Bethanië                                              | Tzummarum           | marmer                                                 | Marijcke Visser, 1957                                                             |
| 1965      | De tiid hâldt gjin skoft                                          | Meinte Walta                  | Menamerdyk                                                            | Beetgumermolen      | beton                                                  | Meinte Walta, 1965                                                                |
| 1971      | It Feintsje fan Menaam                                            | Suze Boschma-Berkhout         | Dyksterbuorren                                                        | Menaldum            | brons                                                  | Suze Boschma-Berkhout, 1971                                                       |
| 1976      | zonder titel                                                      | Jerre Hakse                   | Rypsterdyk                                                            | Menaldum            | staal                                                  | Jerre Hakze, 1976                                                                 |
| 1977      | Wetterhûn                                                         | Suze Boschma-Berkhout         | Beetgumerweg/Hofsleane                                                | Berlikum            | brons                                                  | Suze Boschma-Berkhout, 1977                                                       |
| 1978      | Kaatsers                                                          | Guus Hellegers                | Rotonde Hertog van Saxenlaan / Burg. J. Dijkstraweg                   | Franeker            | brons                                                  | Guus Hellegers, 1978                                                              |
| 1978      | Utsjoch                                                           | Hein Mader                    | Hearewei                                                              | Sexbierum           | metaal                                                 | Hein Mader, 1978                                                                  |
| 1978      | 'Beeld-fontein'                                                   | Beb Mulder                    | Harlingerweg (nabij gemeentehuis)                                     | Franeker            | steen                                                  |                                                                                   |
| 1980      | De Rypster Oksen                                                  | Suze Boschma-Berkhout         | Onbekend                                                              | Dronrijp            | brons                                                  | Suze Boschma-Berkhout ,1980                                                       |
| 1981      | Schelptros                                                        | Henk Rusman                   | H. Sannestraat                                                        | Sint Annaparochie   | brons                                                  |                                                                                   |
| 1982      | Eise Eisinga                                                      | Gerhardus Jan Adema           | Tsjerkebuorren                                                        | Dronrijp            | brons                                                  | G.J.Adema, 1982                                                                   |
| 1983      | Slikwerker                                                        | Frans Ram                     | Nieuwebiltdijk                                                        | Zwarte Haan         | brons                                                  |                                                                                   |
| 1984      | Zonder titel                                                      | Henk Rusman                   | OSG De Foorakker, H.Sannesstraat 7                                    | Sint Annaparochie   | brons                                                  | Henk Rusman,1984                                                                  |
| 1984      | Gevouwen kubus                                                    | Henk Rusman                   | Beuckelaerstraat 2                                                    | Sint Annaparochie   | roestvast staal en hardsteen                           |                                                                                   |
| 1984      | Zonder titel                                                      | Gerlof Hamersma               | Beuckelaerstraat                                                      | Sint Annaparochie   | marmer                                                 | Gerlof Hamersma,1984                                                              |
| 1984      | Golf van onrust                                                   | Auke Wassenaar                | Oude Bildtdijk                                                        | Westhoek            | hardsteen                                              | Auke Wassenaar,1984                                                               |
| 1987      | De Kaatsbal                                                       | Henk Rusman                   | Rotonde Hertog van Saxenlaan / P.J. Troelstraweg                      | Franeker            | staal                                                  | Henk Rusman,1987                                                                  |
| 1989      | Rembrandt en Saskia                                               | Suze Boschma-Berkhout         | Van Harenstraat                                                       | Sint Annaparochie   | brons                                                  |                                                                                   |
| 1996      | De Stap                                                           | Ids Willemsma                 | Harlingerweg                                                          | Franeker            | staal                                                  |                                                                                   |
| 1996      | Spiegelbeelden                                                    | Hilda Kanselaar               | Harlingerstraatweg                                                    | Franeker            | roestvast staal, glas                                  | Hilda Kanselaar, 1996                                                             |
| 1997      | Twee weeskinderen                                                 | Gosse Dam                     | Breedeplaats                                                          | Franeker            | brons                                                  | Gosse Dam, 1997                                                                   |
| 1997      | De Omarming                                                       | Hein Mader                    | Nijlân                                                                | Menaldum            | metaal                                                 | Hein Mader, 1997                                                                  |
| 1997      | Lawrence Alma Tadema                                              | Ben van der Geest             | Plantsoen Brêgebuorren                                                | Dronrijp            | brons                                                  | Ben van der Geest, 1997                                                           |
| 1998      | Poort (markering pelgrimsroute)                                   | Henk Rusman                   | Oosteinde                                                             | Sint Jacobiparochie | staal, Belgisch hardsteen                              |                                                                                   |
| 2000      | Roeken                                                            | Atze Dijkstra                 | Buorren                                                               | Beetgum             | brons                                                  | Atze Dijkstra                                                                     |
| 2002      | Monument voor de fruitteelt                                       | Henk Rusman                   | Notarisappel                                                          | Sint Annaparochie   | staal, kunststof                                       |                                                                                   |
| 2002      | De Wierster kat                                                   | Bram-Jan Visser               | Lautaweg                                                              | Wier                | staal                                                  | Bram-Jan Visser, 2002                                                             |
| 2003      | Drenkelingenmonument                                              | Marco Goldenbeld              | Oosteinde                                                             | Sint Jacobiparochie | graniet, cortenstaal                                   |                                                                                   |
| 2003      | Monument voor de Permanente Commissie                             | Rein Hofstra                  | Sjûkelân                                                              | Franeker            | diverse materialen                                     |                                                                                   |
| 2004      | Zitelement                                                        | Hein Mader                    | Greatebuorren                                                         | Menaldum            | staal                                                  | Hein Mader                                                                        |
| 2004      | De Waadfisker                                                     | Frans Ram                     | Aan de zeedijk                                                        | Koehool             | brons                                                  |                                                                                   |
| 2005      | Bezinningsmonument                                                | Henk Lampe                    | Martiniplantsoen                                                      | Franeker            | roestvast staal                                        |                                                                                   |
| 2005      | Oorlogsmonument "Ons frijhyd..."                                  | Verena Wagner                 | Oosteinde                                                             | Sint Jacobiparochie | glas, natuursteen                                      |                                                                                   |
| 2005      | Fjurkemiger (windwijzer)                                          | inwoners Welsrijp             | Froonackerdijk / Westerein                                            | Welsrijp            | staal                                                  | Dorpsbewoners Wjelsryp, 2005                                                      |
| 2006      | Johannes Hartman van Aisma                                        | Hans Jouta                    | J.H. van Aismaweg                                                     | Beetgumermolen      | brons                                                  | Hans Jouta, 2006                                                                  |
| 2007      | Aukje                                                             | Evert van Hemert              | Aan de Dongjumervaart, vlak bij het Elfstedenbruggetje                | Franeker            | brons op een sokkel van cortenstaal                    | Evert van Hemert, 2007                                                            |
| 2008      | De gedenkzuil van de dienende voorwerpen                          | Maurice Brenkman              | Bjirmenstate                                                          | Sexbierum           | staal                                                  | Maurice Brenkman, 2008                                                            |
| 2008      | Boer zoekt koper                                                  | Jan Ketelaar                  | Kleasterdyk                                                           | Winsum              | cortenstaal en rvs                                     | Jan Ketelaar, 2008                                                                |
| 2010      | Cirkelende beweging                                               | Henk Rusman                   |                                                                       | Dronrijp            | r.v.s.                                                 | Henk Rusman, 2010                                                                 |
| 2010      | Om de kwaliteit fan de romte (deel 1) Anita Andriesen (1957-2008) | Gunnar Daan                   | Nieuwebiltdijk                                                        | Zwarte Haan         | roestvrij staal                                        |                                                                                   |
| 2010      | Om de kwaliteit fan de romte (deel 2) Anita Andriesen (1957-2008) | Gunnar Daan                   | Nieuwebiltdijk                                                        | Zwarte Haan         | roestvrij staal                                        |                                                                                   |
| 2010      | Monument Poederramp                                               | Marco Goldenbeld              | Nieuwebiltdiik                                                        | Westhoek            | roestvrij staal                                        | Marco Goldenbeld, 2010                                                            |
| 2012      | De Transformatie                                                  | Remon de jong                 | Jan Rodenhuisplein, voor sporthal de Trije                            | Franeker            | staal                                                  | Remon de Jong, 2012                                                               |
| 2012      | Zonder titel                                                      | Frank Zeilstra                | Hof tussen Professor Andalastraat en Professor Vitringastraat         | Franeker            | staal                                                  | Frank Zeilstra                                                                    |
| 2012      | Ritsumasylster Ruten Rûte                                         | Groenewoud/Buij               | Op verschillende plaatsen in het dorp hoek Spoorstrjitte / St.Janswei | Ritsumazijl         | divers                                                 | Gerard Groenewoud / Tilly Buij, 2012http://publieke-kunst.keunstwurk.nl/node/7578 |
| 2013      | De fang                                                           | Hans Jouta                    | Ingelumerdyk                                                          | Beetgumermolen      | cortenstaal, brons                                     | Hans Jouta, 2013                                                                  |
| 2014      | Renate                                                            | Bob van der Werff             | Sjaerdemapark                                                         | Franeker            | kastanjehout                                           | Bob van der Werff, 2014                                                           |
| 2015      | De Dûker                                                          | Tymo Grypma                   | Fietstunnel onder spoorweg naar de Alvestêdewyk                       | Franeker            | kunststof                                              | Tymo Grypma, 2015                                                                 |
| 2015      | De Sipel                                                          | Ids Willemsma                 | Plantsoen aan de weg naar het Station                                 | Deinum              | cortenstaal                                            | Ids Willemsma,2014                                                                |
| 2017      | Dijkshoek, Firdgum, De Mieden                                     | Paulien Ploeger               | Camstrawei 18                                                         | Firdgum             | keramiek                                               | Paulien Ploeger, 2017                                                             |
| 2017      | De Súdwester                                                      | Henk Rusman                   | Waddendijk                                                            | Westhoek            | staal, hout                                            | Henk Rusman, 2017                                                                 |
| 2017      | Tussen de diken rust de see in myn akkers                         | Henk Rusman                   | Rotonde Hemmingaweg                                                   | Sint Annaparochie   | staal                                                  | Tusken de diken rust de see in myn akkers                                         |
| 2017      | Poortgebouw Nachttuin                                             | Nynke-Rixt Jukema             | Lautawei                                                              | Wier                | cortenstaal,glas                                       | Nynke-Rixt Jukema, 2017                                                           |
| 2017      | Beschildering Fietstunnel Wetterwillenwei                         | Karin van Berne               | A.van Voorthuijsenweg                                                 | Franeker            | verf                                                   |                                                                                   |
| 2018      | De Oortwolk                                                       | Jean- Michel Othoniel         | Breedeplaats                                                          | Franeker            | kralen van RVS met zwart, goud en zilver coating, gaas |                                                                                   |
| 2018      | Kleine Gerrit Keizer                                              | Hans Jouta                    | Tjeerd Thijssenstraat tegenover Café Het Graauwe Paard                | Oudebildtzijl       | brons                                                  |                                                                                   |
| 2021      | Watdataangaat                                                     | Marc van Vliet                | Aan de waddendijk                                                     | Koehool             | hout en cortenstaal                                    | Watdataangaat                                                                     |
| ?         | Voormalige gemeente Franekeradeel                                 |                               | Hoek Rijksweg/Leane                                                   | Herbaijum           | cortenstaal                                            |                                                                                   |
| ?         | Zonder titel                                                      |                               | Bloemketerp                                                           | Franeker            | metaal                                                 |                                                                                   |
| ?         | Zonder titel (2x)                                                 |                               | Franekerweg                                                           | Schalsum            | steen en metaal                                        |                                                                                   |
| ?         | Riedster kat                                                      |                               | Hoofdstraat                                                           | Ried                | brons                                                  |                                                                                   |

Achtkarspelen ·
Ameland ·
Dantumadeel ·
De Friese Meren ·
Harlingen ·
Heerenveen ·
Leeuwarden ·
Noardeast-Fryslân ·
Ooststellingwerf ·
Opsterland ·
Schiermonnikoog ·
Súdwest-Fryslân ·
Smallingerland ·
Terschelling ·
Tietjerksteradeel ·
Vlieland ·
Waadhoeke ·
Weststellingwerf